# West Garfield Park

Situation de West Garfield Park dans la ville de Chicago

West Garfield Park est l'un des 77 secteurs communautaires de la ville de Chicago aux États-Unis.